# 竜頭の滝
竜頭の滝（りゅうずのたき）は、栃木県日光市にある滝。奥日光地域を代表する滝の一つで、華厳滝、湯滝と共に奥日光三名瀑の一つとされている。標高は1350メートル。滝全長は210メートル。滝幅は10メートル。

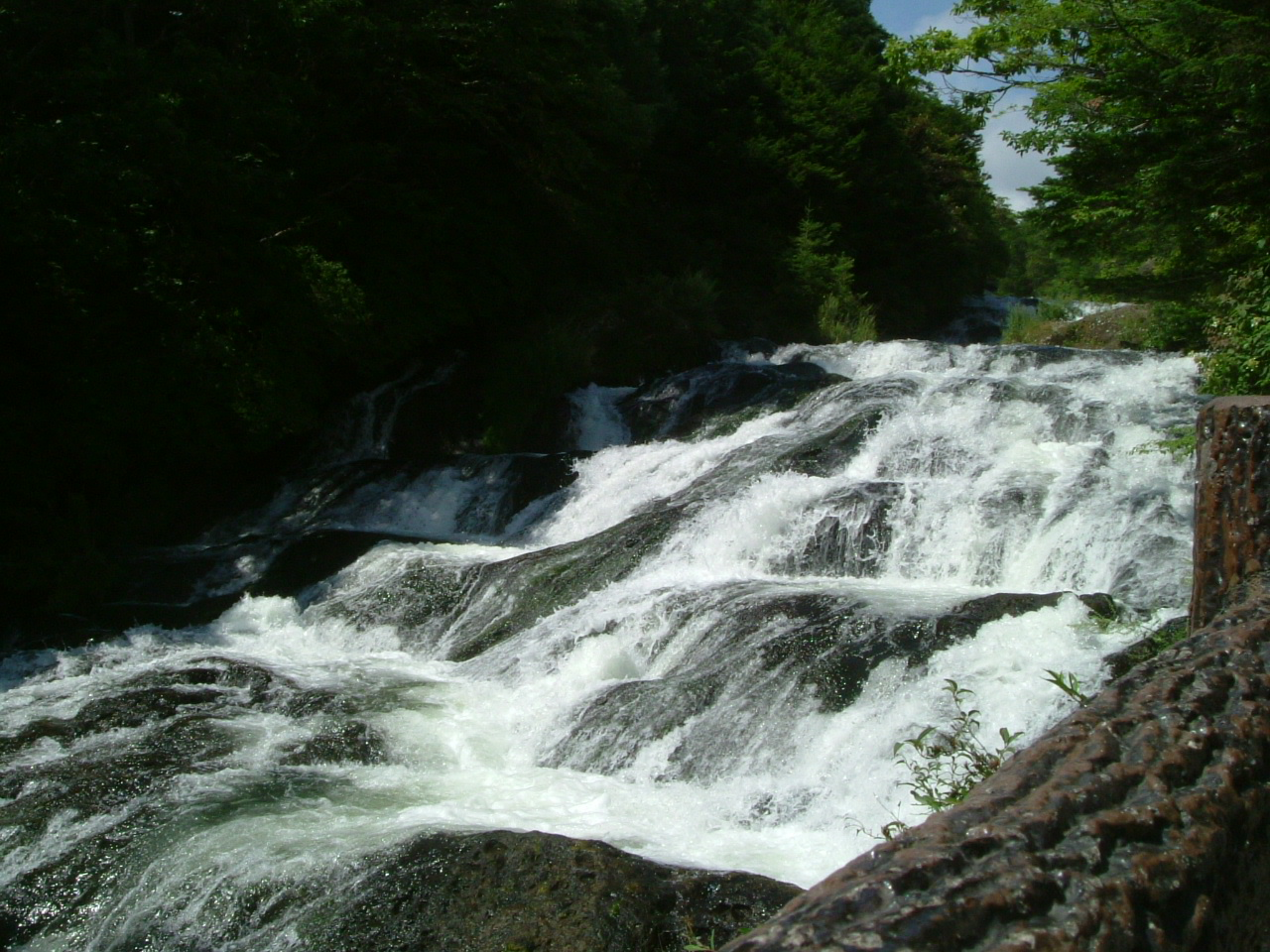
竜頭の滝（上部）

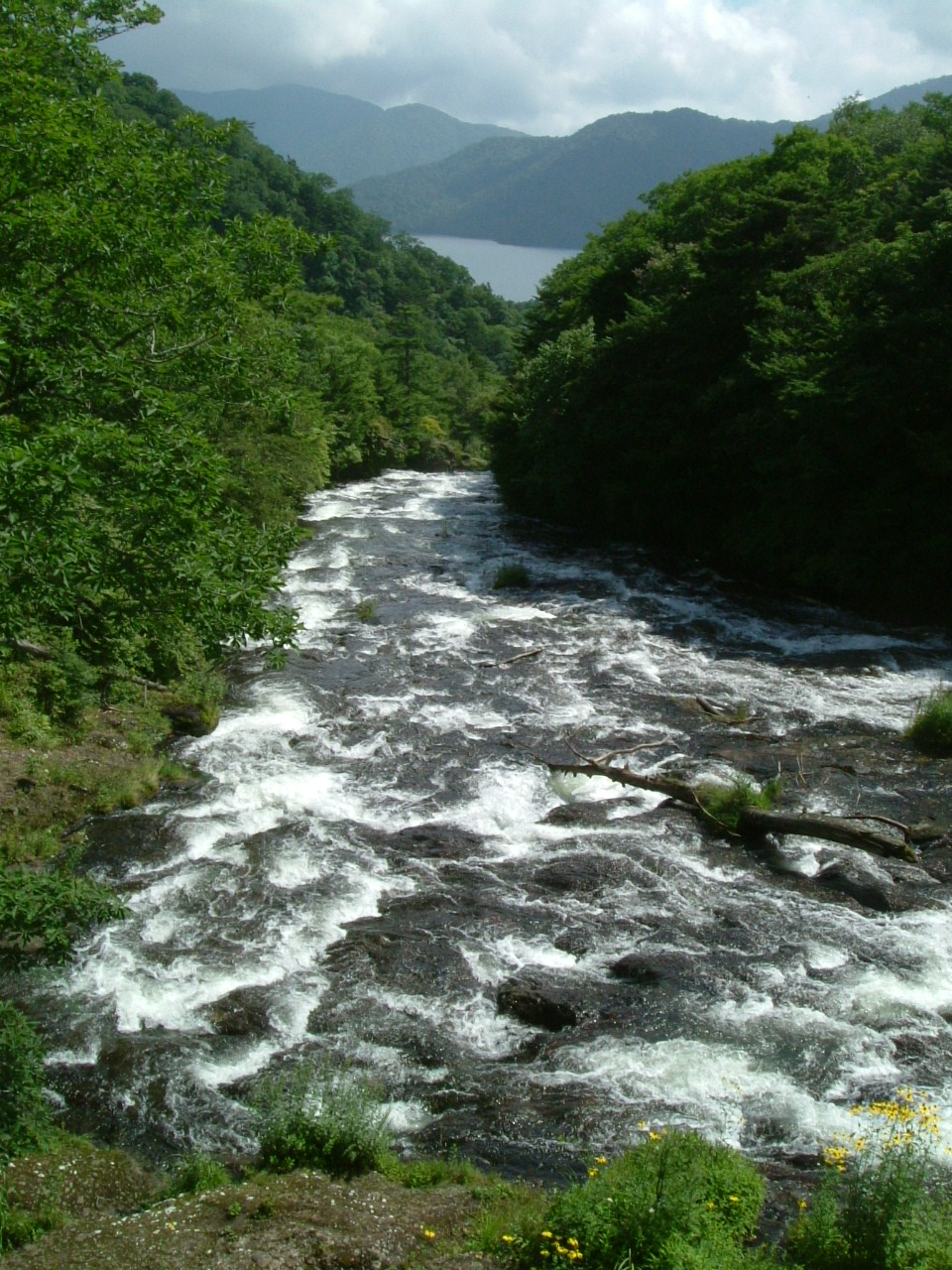
竜頭の滝（滝上より）

## 概要
湯ノ湖に端を発し戦場ヶ原を流れ下ってきた湯川の末流にかかる滝。長さ約210mの急斜面を途中で二手に別れ、まるで大岩を噛むように豪快に流れ下る。「竜頭」の名前は、二枝に分かれた滝を正面から見た姿を龍の頭に見立てたものとされ、二手の流れを髭に見立てたとも、中央の岩を頭部に見立てたとも言われる。
滝は下流側正面の観瀑台から眺めるのがよいと言われるが、東側面には散策路があり、急流状になっている滝を側面から見ることもできる。かつては上流部の一部を龍雲滝（りゅううんたき）と呼び分け、滝下流部と区別していた時期もあったという。竜頭の滝の黒々とした岩壁は、男体山の火山活動の末期に噴出したデイサイト質の軽石流が形成したもので、かつて巨大な湖だった戦場ヶ原を埋め尽くしたものがここまで流れ下ってきたものである。滝を下った湯川はすぐ下流で地獄川の右支流となり、0.5km先で中禅寺湖に流入している。
新緑やツツジ（トウゴクミツバツツジ）の咲く季節、紅葉の景観が見頃であると言われ、その時期には観光客で賑わう。奥日光一帯では紅葉が訪れる時期が最も早い場所でもある。
明治の文豪である幸田露伴もこの滝の自然の造形を絶賛した。
周辺はかつて帝室林野局が管理する御料林であり、1940年（昭和15年）には紀元二千六百年記念事業の一つとして「日光龍頭山の家」が建設された。

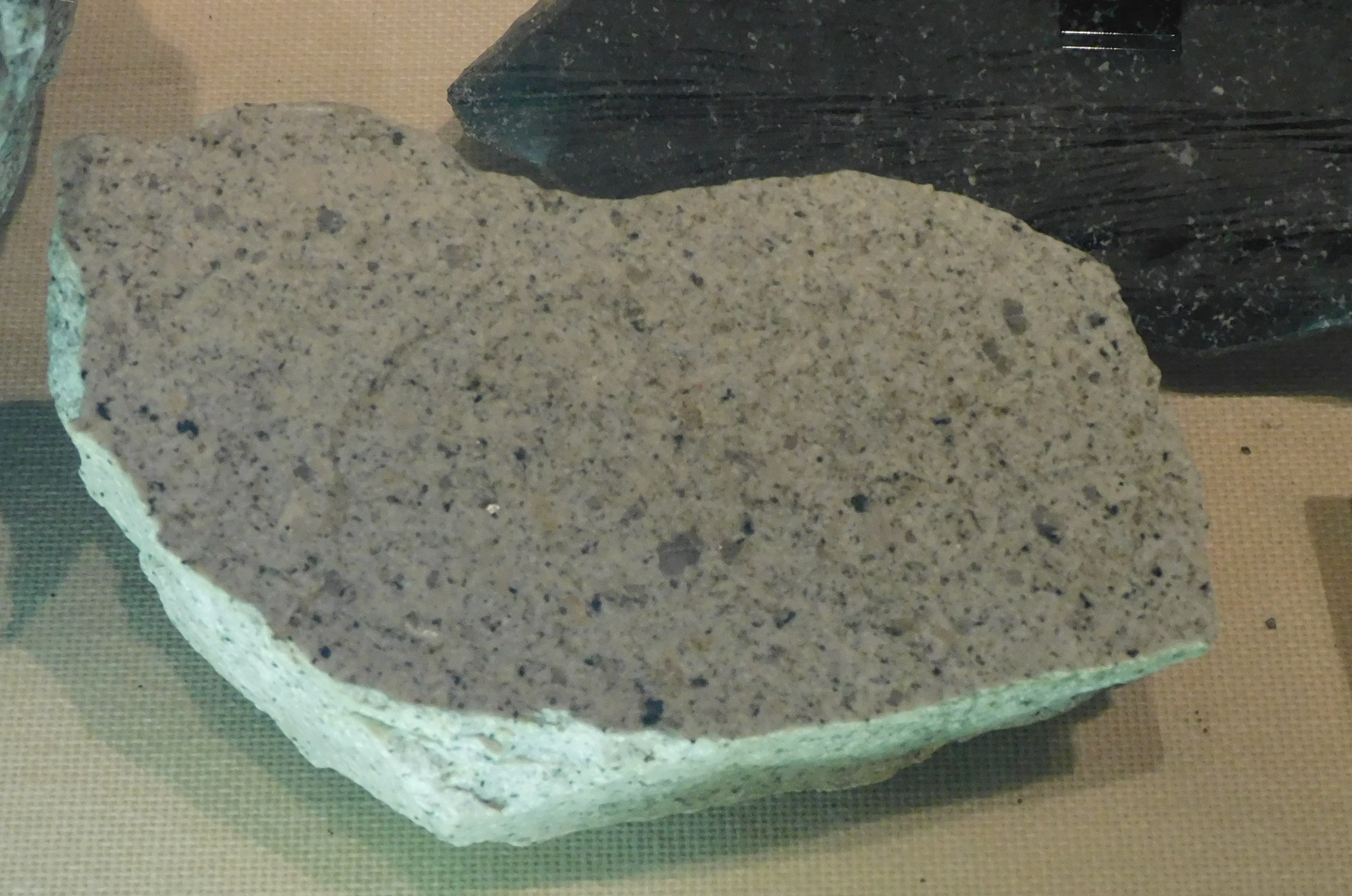
竜頭の滝で産出したアダメロ岩（石英モンゾニ岩）

## 施設
- 滝見学 無料
- 龍頭之茶屋
  - 営業時間  8:00～17:00 無休（12～3月、9:00～16:00 不定休）
  - 駐車場 無料

## 交通
東武鉄道東武日光駅から東武バス日光で「竜頭の滝」下車、徒歩1分。